# Liolaemus puna
Liolaemus puna — вид ігуаноподібних ящірок родини Liolaemidae. Мешкає в Андах.

## Поширення і екологія
Liolaemus puna мешкають в Андах на території Болівії, північного Чилі (Тарапака, Антофагаста) і північно-західної Аргентини (Жужуй, Сальта). Вони живуть на високогірних луках пуна в регіоні Альтіплано, серед купин трави і каміння, трапляються поблизу людських поселень. Зустрічаються на висоті від 3000 до 4400 м над рівнем моря. 